# Hünenbräuken

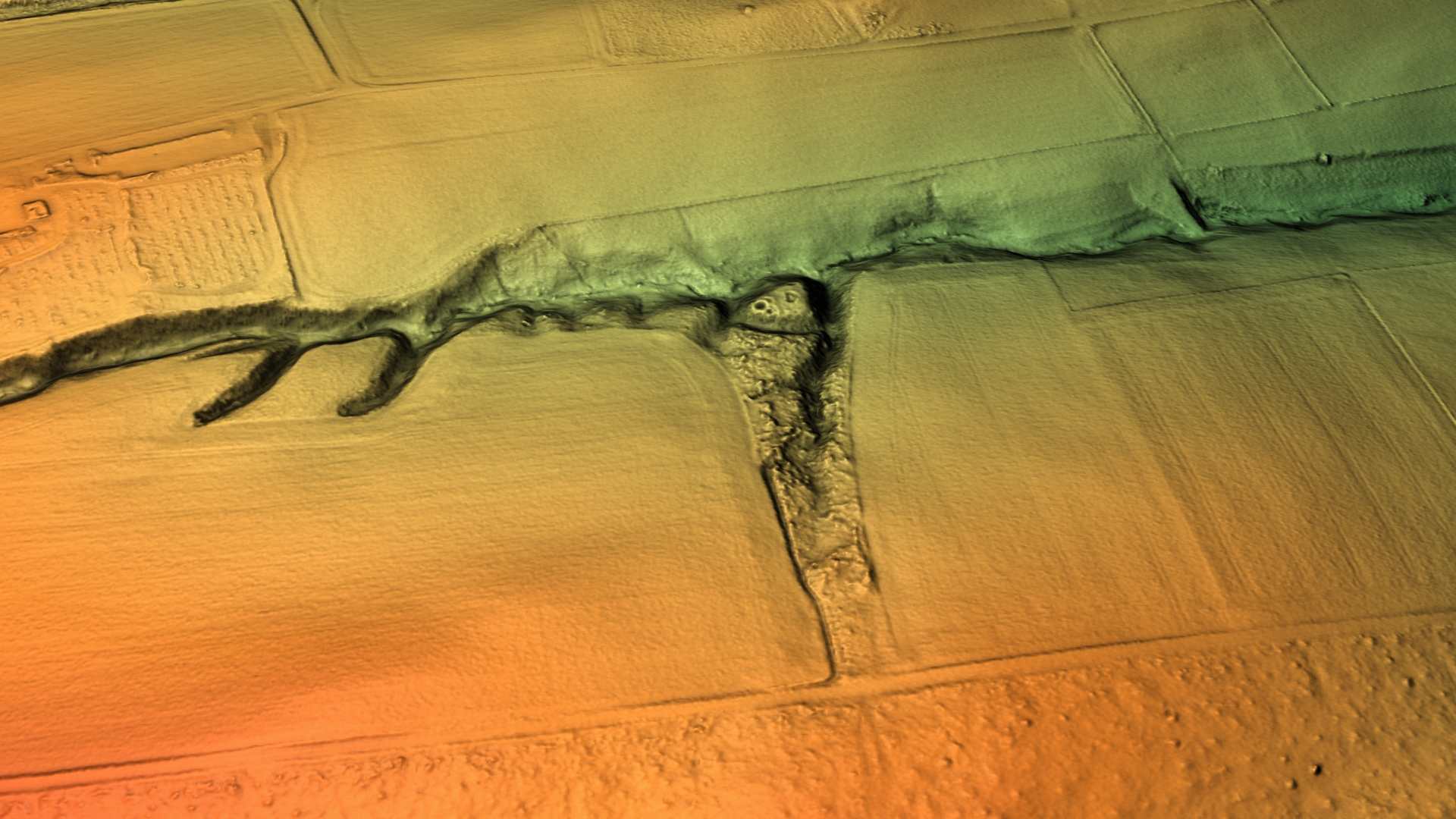
3D-Ansicht des digitalen Geländemodells

Hünenbräuken werden die Reste einer mittelalterlichen Turmhügelburg (Motte) genannt, die sich im Naturschutzgebiet Lürwald am südlichen Ortsrand des Arnsberger Stadtteils Voßwinkel im Hochsauerlandkreis in Nordrhein-Westfalen befinden. Die Erbauung wird auf das 13. Jahrhundert datiert.
Die Anlage liegt südlich von Voßwinkel im Winkel zwischen dem Oestingsiepen und einem südlichen Nebensiepen. Eindeutige Quellenbelege zur Burg existieren nicht. In einem Lehnsregister der Grafen von Arnsberg ist von einem curtis eines Ritters oder Ministerialen Hunoldus de Plettenbracht die Rede. Möglicherweise besteht hier ein Zusammenhang mit der Burg. Weitere Hinweise müssten archäologische Untersuchungen ergeben.
Der Mottenhügel war im Westen und Süden durch einen scharf eingeschnittenen Halsgraben von dem höher gelegenen, leicht ansteigenden Gelände getrennt. Im Süden befand sich eine Vorburg, die durch Gräben gesichert war. 
Es sind relativ gut sichtbare Reste im Gelände vorhanden. Die Burg ist in der Denkmalliste der Stadt Arnsberg als Bodendenkmal eingetragen.